# Der Weg nach Vinland
Der Weg nach Vinland ist ein Roman von Margaret Elphinstone, der 2000 unter dem englischen Titel The Sea Road bei Canongate Books in Edinburgh erschien. Die Übersetzung ins Deutsche besorgte Marion Balkenhol.
5. Juli bis 23. September 1051 in Rom: Der isländische Mönch Agnar Asleifsson schreibt die Geschichte der Pilgerin Gudrid von Island nieder. Während jenes Sommers hatte sich die Greisin im englischen Nonnenkloster St. Peter in der Stadt am Tiber aufgehalten und war darauf in ihre isländische Heimat zurückgekehrt. Dort gründete Gudrid in Glaumbær am Skagafjord ein Kloster. Dort spendete ihr Agnar, ebenfalls in die Heimat zurückgekehrt, im März 1069 die Letzte Ölung. Gudrid wurde in isländischer Erde neben ihrem zweiten Ehemann Karlsefni beigesetzt.

## Handlung
Gudrid wuchs bei Pflegeeltern in Arnarstapi/Island auf. Getauft wurde sie dort von dem Missionar Thangbrand. Gudrids Vater, der isländische Großbauer Thorbjörn Vifilsson, hatte das Mädchen nach dem frühen Tod der Mutter nach Snæfellsnes weggegeben. Thorbjörn, ruhelos, verschenkt fast sein ganzes Habe und folgt Eirik Raudi nach Brattahlid an die Südwestküste Grönlands. Die Wikinger – in diesem Roman Nordmänner genannt – von Skandinavien und den britischen Inseln aus über den Nordatlantik segelnd, hatten Island besiedelt und einige besonders mutige Seefahrer waren weiter nach Westen vorgedrungen. Jener gefahrenvollen Seereise nach Grönland fallen Gudrids Pflegeeltern, die dem inzwischen jungen Mädchen aus Anhänglichkeit gefolgt waren, zum Opfer. Grönland, mit seinen langen harten Wintern, ist für die Siedler wie ein Gefängnis. Aber die Bauern trotzen in den kurzen Sommern den Küstenstrichen an den Fjorden das Allernötigste für das Überleben des nächsten Winters ab.
Begehrt sind Kinder, die Land und Gut der Bauern und Jäger erben. Doch Frauen sind knapp auf Grönland. So wird Gudrid als potentielle Braut mit offenen Armen aufgenommen. Denn Eirik hat drei ledige Söhne. Gudrid meint, sie werde mit Leif, dem ältesten der Söhne Eiriks, vermählt werden. Doch Leifs Heimkehr von einer Seereise zum Hof des norwegischen Königs verzögert sich. Derweil werfen Thorvald und besonders Thorstein, die beiden jüngeren Brüder Leifs, begehrliche Blicke auf die schöne Jungfrau Gudrid. Als Leif schließlich nach Jahren heimkehrt, kommt eine Hochzeit mit ihm für das junge Mädchen nicht in Frage. Leif hatte unterwegs eine „Hexe“ geschwängert, die die künftige Braut des Seefahrers mit einem Fluch beladen hatte. Kurz nach Leifs Heimkehr nimmt das Unheil seinen Lauf.
Auf Grönland, das von den Isländern „Grünes Land“ genannt wird, gibt es weder Brot noch Wein. Aber Wein hat Leif von einem Abstecher nach Vinland mitgebracht. Thorvald und darauf Thorstein, die die Sehnsucht nach fernen Gestaden von ihrem Vater Eirik im Blut haben, brechen in Richtung Vinland zur Landnahme auf. Thorvald muss von der Schiffsbesatzung in vinländischer Erde begraben werden. Ihn hatte ein Pfeil eines Einheimischen getroffen. Diese Indianer werden von den Nordmännern Skrælingar genannt. Thorstein, inzwischen mit Gudrid vermählt, tritt mit seiner jungen Frau die Reise nach Vinland an. Die Expedition steht unter keinem Glücksstern. Sturm wirft die Seefahrer an die grönländische Küste zurück. Während der Überwinterung auf dem Hof eines hilfsbereiten Siedlers erkrankt Thorstein, der beste Jäger im Grünen Land und stirbt.
Als Gudrid mit dem Leichnam ihres Gatten heimkehrt, wird sie als Schwiegertochter und kinderlose Witwe von ihrem Schwiegervater Eirik anerkannt. Später lernt Gudrid im Hause ihres Schwiegervaters den „seefahrenden Händler“ Thorfinn, genannt Karlsefni, kennen. Karlsefni ist ein Ehrenname, vom norwegischen König vergeben und heißt „ganzer Kerl“. Karlsefni heiratet Gudrid, weil er mit ihr schlafen möchte. Aus der Ehe gehen zwei Jungen hervor – Snorri und Thorbjörn.
Die Reise des Ehepaares nach Vinland verläuft glücklich. Fünf Jahre nach Thorvalds Tod nehmen beide seine Siedlung Leifsbudir wieder in Besitz. Dort bringt Gudrid Snorri zur Welt. Nach entbehrungsreicher Überwinterung sowie Auseinandersetzungen in den eigenen Reihen und mit den Skrælingar kehrt die Schiffsbesatzung mit Holz, Fellen und Fässern, gefüllt mit Wein, nach Grönland und dann nach Island zurück. Karlsefni lebt mit seiner Familie fortan als Großbauer auf Island.
Andere Nordmänner unternehmen in der Folge Fahrten nach Vinland, überwintern aber wegen der feindlich gesinnten Skrælingar nicht, sondern schlagen lediglich Holz für Grönland und kehren eilig zurück.

## Textgrundlage
Die Geschichte basiert auf Eiriks Saga (Eiríks saga rauða), der Grænlendinga saga und der Eyrbyggja saga (Quelle, S. 7).

## Form
Gudrid berichtet dem eifrig mitschreibenden Mönch Agnar in Rom (s. o.) von ihrer Reise über den Rand der bekannten Welt und spricht dabei den jegliche Antwort schuldig bleibenden Schreiber mit Du an. Eingelegt in diesen „Report“ sind Passagen (in der Quelle kursiv gesetzt), in denen ein allwissender Erzähler (entweder der Mönch oder die Autorin) z. B. über Gudrid erzählt.

## Rezeption
- Das Scottish Arts Council vom 18. April 2001 hebt die atmosphärische Dichte des Erzählwerkes hervor.

Alle folgenden in Contemporary Writers in the UK:
- Amanda Thursfield lobt das intensive Quellenstudium der Autorin und schätzt den Ton der Prosa in seiner menschlichen Wärme als gelungen ein.
- Ron Kirke hebt im Times Literary Supplement vom 22. Dezember 2000 die Leistung des Mönchs Agnar hervor: fürwahr eine nordatlantische Bibel.
- Alex O’Connell in The Times vom 4. Oktober 2000: Die Huldigung der Gudrid von Island sei der Autorin gelungen.
- Simon Hall bescheinigt in The Herald vom 21. Oktober 2000 der Autorin „philosophische Tiefe“.

## Deutsche Ausgaben
- Margaret Elphinstone: Der Weg nach Vinland. Roman. List Verlag, November 2003. 335 Seiten, ISBN 3-548-60389-0.